# Lansing (Illinois)
Pour les articles homonymes, voir Lansing.
Lansing est un village situé dans le comté de Cook en proche banlieue de Chicago dans l'État de l'Illinois aux États-Unis.

## Géographie
Le village est situé dans le sud-est du comté de Cook, à 40 km au sud du Loop, le quartier d'affaires de Chicago. Il est frontalier de l'Indiana à l'est.
| South Holland | Calumet City | Hammond (Indiana) |
|               | Lansing      | Munster (Indiana) |
|               | Lynwood      |                   |